# Cruzito
Edi Cruz (Colón, Honduras, 17 de diciembre de 1986), más conocido por su nombre artístico Cruzito, es un rapero hondureño radicado en Canadá; que se especializa en el reguetón, originalmente conocido por su colaboración en el álbum de debut de RKM & Ken-Y; Masterpiece. Su música se caracteriza por mostrar una amplia variedad de estilos e influencias con toques románticos.

## Biografía
Cruz nació en Honduras y se crio ahí hasta los ocho años, cuando se mudó a Montreal, Quebec. Fue introducido por primera vez a la música Góspel por su madre, a una edad muy temprana Cruz desarrolló increíbles habilidades al escribir poemas y cuentos de historia en la escuela francesa en la cual fue inscrito. Años más tarde Cruz comenzó a explorar la vida urbana y rápidamente se interesó en la música pop. Influenciado por Michael Jackson y Justin Timberlake, Cruz comenzó a componer y grabar sus propios demos. Después de publicar un par de canciones en Internet, Cruz provocó cierto interés, el joven talento entonces llamó la atención de varios productores incluyendo al CEO de Pina Records, quien le ofreció su primer contrato discográfico.
En ese mismo año Cruzito trabajó con el dúo de reguetón RKM & Ken-Y nominado al premio Grammy, en su álbum debut Masterpiece con tres de sus canciones, entre ellas la conocida «Dime que será». Un par de meses más tarde, el joven canadiense se probó frente a miles de personas cantando en vivo en Masterpiece World Tour Concert en el Coliseo de Puerto Rico. A lo largo de su carrera musical Cruzito ha viajado repetidamente a Suramérica y Estados Unidos, también ha colaborado con artistas de reguetón como Tony Dize, Lito & Polaco, Nicky Jam, Adassa, entre otros. Ha sido nominado a distintos premios, entre ellos los Latin Awards Canadá en 2017. Recibiría finalmente el galardón en 2023 por su sencillo «Como ayer» con Ken-Y.

## Discografía
- 2006  Cruzito El Nene De Platino The Mixtape
- 2007  Los Fenomenos The Mixtape
- 2009  The Platinum Kid (Mixtape)
- 2010: The Platinum Chronicles Mixtape
- 2015: Latidos
- 2018: Legacy, Vol. 1 (TBT)
- 2018: Dédicace
- 2019: Música de Fondo (con Myztiko)
- 2020: Los Phenomenons (con Myztiko y Gerry Capó)
- 2021: Lágrimas y Lambos